# Høgeurt (Pilosella)
Høgeurt (Pilosella) er en slægt af planter, der består af omkring 217 arter.